# 石川慎一郎
石川 慎一郎（いしかわ しんいちろう、1969年10月22日 - ）は、日本の言語学者・応用言語学者・言語教育学者。英語コーパス学会会長（2020-2021年度）、計量国語学会副会長（2023年度-）、文化庁文化審議会国語分科会委員（第24期）他を歴任。

## 来歴
出身は兵庫県神戸市。兵庫県立長田高等学校、神戸大学文学部文学科卒業後、神戸大学大学院文学研究科英文学専攻、岡山大学大学院文化科学研究科言語文化論分野修了。博士（文学）（岡山大学）。静岡県立大学短期大学部講師、広島国際大学人間環境学部講師を経て、現在、神戸大学教授（大学教育推進機構／国際文化学研究科／数理・データサイエンスセンター）。

## 専門分野
- コーパス言語学
- 応用言語学
- 計量言語学
- 文体論
- 英語教育
- 日本語教育
- インストラクショナルデザイン[4]

## 主な著書[5]
（単著）
- 『英語コーパスと言語教育』（大修館書店，2008）
- 『ベーシック コーパス言語学』（ひつじ書房，2012/2021）
- 『ベーシック応用言語学：L2の習得・処理・学習・ 教授・評価』（ひつじ書房，2017/2023）
- The ICNALE Guide: An Introduction to a Learner Corpus Study on Asian Learners’ L2 English (Routledge, 2023)

（共編著）
- 『JACET List of 8000 Basic Words』（大学英語教育学会，2003）
- 『テクストの地平』（英宝社，2005）
- 『English Lexicography in Japan』（大修館書店，2006）
- 『言語研究のための統計入門』 （くろしお出版，2010）
- 『英語研究と英語教育』（大修館書店，2010）
- Corpus，ICT，and Language Education（University of Strathclyde Publishing, 2010）
- Corpora and Language Technologies in Teaching, Learning and Research （University of Strathclyde Publishing, 2011）
- 『言語研究と統計的アプローチ』（金星堂，2016）
- 『新：日本語教育のためのコーパス調査入門』（くろしお出版，2018）
- 『日本語学習者コーパスI-JAS入門』（くろしお出版，2020）
- 『英語コーパス研究の展望』（開拓社，2020）

## 受賞
（研究）
- 大学英語教育学会学術賞（2008）[6]
- 全国英語教育学会学会賞（2008）[7]
- 中部地区英語教育学会学会賞（2012）[8]
- 英語コーパス学会学会賞（2013）[9]
- 言語処理学会言語資源賞（2019）[10]

（教育）
- 神戸大学全学共通教育ベストティーチャー賞（2014, 2016, 2019）
- 神戸大学全学共通教育ベストティーチャー賞特別表彰（2019）[11]